# Hildegard Burjan
Hildegard Burjan, nata Hildegard Freund (Görlitz, 30 gennaio 1883 – Vienna, 11 giugno 1933), è stata una politica austriaca di fede cattolica, fondatrice della congregazione religiosa delle Suore della Carità Sociale e deputata al parlamento austriaco per il Partito Socialcristiano.

## Biografia
Hildegard Freund nacque in una famiglia ebrea non praticante. Ragazza molto intelligente, Hildegard fu una delle prime donne a studiare filosofia all'università di Zurigo. Nel 1907 a Zurigo conobbe l'ingegnere ungherese di religione ebraica Alexander Burjan e insieme andarono a vivere a Berlino per studiare scienze politiche ed economia. Si sposarono due anni più tardi. Dopo le nozze, Hildegard ottenne il dottorato in filosofia. Nel 1909 un serio problema al rene la stava conducendo alla morte. Dopo una serie di interventi, i medici la dichiararono incurabile. Le suore dell'ospedale dove era ricoverata cominciarono a pregare per la sua guarigione e rapidamente il suo stato di salute migliorò. Hildegard attribuì ciò ad un miracolo. Durante la sua convalescenza in ospedale, Hildegard fu colpita dall'attività delle suore e chiese di essere battezzata e di entrare nella Chiesa cattolica.
Per motivi di lavoro, i Burjan si trasferirono a Vienna. Qui Hildegard rimase incinta, ma a causa dei suoi gravi problemi renali, i medici le suggerirono di abortire. Hildegard considerava questo un omicidio e rischiò la vita per dare alla luce sua figlia che nacque sana e fu chiamata Lisa.
In quegli anni a Vienna vi erano gravi problemi sociali. Nel 1919 Hildegard decise di fondare la congregazione femminile delle Suore della Carità Sociale. Costituita da un gruppo di dieci donne, organizzarono un ufficio di collocamento, alloggi per persone convalescenti e ospedali. Inoltre costruirono case per ragazze madri, per ragazze e donne adulte senza tetto e organizzarono la distribuzione di piatti caldi per i poveri.
Hildegard è stata, nel 1919, la prima donna a far parte del Consiglio comunale di Vienna per il Partito Socialcristiano. L'anno seguente venne eletta deputata per il medesimo partito al Consiglio nazionale austriaco. Nella sua attività parlamentare s'impegno per i diritti dei più poveri.
I suoi problemi renali la condussero alla morte nel 1933, ad appena 50 anni.
Il suo motto era: «Consegnata completamente a Dio e all'Umanità».
Nel 1963 il cardinale Franz König, arcivescovo di Vienna diede inizio alla sua causa di beatificazione. Nel 2007 è stata dichiarata venerabile e nel 2011 è stato riconosciuto un miracolo attribuito alla sua intercessione. La cerimonia di beatificazione ha avuto luogo il 29 gennaio 2012 nella Cattedrale di Vienna, presieduta dal cardinale Angelo Amato